# 5198 Fongyunwah
5198 Fongyunwah este un asteroid din centura principală de asteroizi.

## Descriere
5198 Fongyunwah este un asteroid din centura principală de asteroizi. A fost descoperit pe 16 ianuarie 1975 la Observatorul Zijinshan din Nanking. Asteroidul prezintă o orbită caracterizată de o semiaxă mare de 3,11 ua, o excentricitate de 0,16 și o înclinație de 2,1° în raport cu ecliptica.